# Hipposideros bicolor
Hipposideros bicolor је сисар из реда слепих мишева.

## Угроженост
Ова врста није угрожена, и наведена је као последња брига јер има широко распрострањење.

## Распрострањење
Ареал врсте је ограничен на мањи број држава. 
Врста има станиште у Малезији, Индонезији, Филипинима и Тајланду.

## Станиште
Станишта врсте су шуме и морски екосистеми.